# Liste der Bodendenkmale in Dähre
In der Liste der Bodendenkmale in Dähre sind alle Bodendenkmale der Gemeinde Dähre und ihrer Ortsteile aufgelistet. Grundlage ist die Auflistung von Johannes Schneider aus dem Jahr 1986. Die Baudenkmale sind in der Liste der Kulturdenkmale in Dähre aufgeführt.
| Denkmal-ID | Fundart | Ortsteil | Bezeichnung                                         | Zeitstellung | Lage                                        | Bemerkungen | Bild |
| ---------- | ------- | -------- | --------------------------------------------------- | ------------ | ------------------------------------------- | ----------- | ---- |
| ?          |         | Bonese   | Menhir „Lenekenstein“                               |              | Im Wald, westlich des Orts (Lage)           |             |      |
| ?          |         | Wiewohl  | Hügelgrab                                           |              | Nordwestlich des Orts ()                    |             |      |
| ?          |         | Wiewohl  | Einzelne Hügelgräber (3, zerstörte Megalithgräber?) |              | Im Wald, 2 westlich, 3 nördlich des Orts () |             |      |